# Combat d'Ussel
Seconde Guerre mondiale
 Libération de la Corrèze
Batailles
2e campagne de France
- Corse
- Limousin
- Ain et Haut-Jura
- Les Glières
- Ascq
- Division Brehmer
- Mont Mouchet
- Opérations SAS en Bretagne
- Bataille de Normandie
- Guéret
- Brigade Jesser
- Cornil
- 1er Tulle
- 2e Tulle
- Argenton-sur-Creuse
- Oradour-sur-Glane
- 1er Ussel
- Saint-Marcel
- Saffré
- Mont Gargan
- Vercors
- Penguerec
- Lioran
- Égletons
- 2e Ussel
- Débarquement de Provence
- Port-Cros
- La Ciotat
- Toulon
- Martigues
- Marseille
- Nice
- Rennes
- Saint-Malo
- Brest
- Paris
- Mont-de-Marsan
- Montélimar
- Maillé
- Écueillé
- La Saulx
- Meximieux
- Nancy
- Colonne Elster
- Dunkerque
- Arracourt
- Saint-Nazaire
- Lorient
- Metz
- Royan et de la pointe de Grave
- Campagne de Lorraine
- Colmar

Front d'Europe de l'Ouest
Front d'Europe de l'Est
Campagnes d'Afrique, du Moyen-Orient et de Méditerranée
Bataille de l'Atlantique
Guerre du Pacifique
Guerre sino-japonaise
Le combat d'Ussel a lieu lors de la Libération de la France.

## Déroulement
Le 13 août 1944, deux officiers des FFI, Jean Craplet, de l'Armée secrète, et Léon Lanot, des Francs-tireurs et partisans, s'entendent pour attaquer la ville d'Ussel qui servait de base à la Brigade Jesser.
Les FFI commencent l'encerclement de la ville dans la nuit du 15 au 16 août. Ils attaquent en force, particulièrement à l'École Primaire Supérieure (EPS) où était retranchée la garnison allemande commandée par le lieutenant Wielpùtz. Le matin du 16, les maquisards somment les Allemands de se rendre mais ces derniers refusent. Par la suite, le docteur Boisselet rencontre le lieutenant Wielpùtz et lui présente l'acte de reddition de la garnison de Brive, mais là encore sa proposition reste vaine.
Vers 9h30, les FFI ouvrent le feu, cependant ils ne peuvent s'approcher du bâtiment car les jardins ont été minés. Un avion allemand intervient également et lâche quelques bombes sur des assaillants. Plus tard, vers 16 heures, les Allemands incendient plusieurs bâtiments environnants afin de repousser les maquisards. Mais par la suite, les FFI parviennent à leur tour à incendier l'EPS.
Les Allemands se rendent dans la nuit, avec parmi eux le lieutenant Wielpùtz. Quatorze prisonniers français sont délivrés et plusieurs cadavres calcinés d'Allemands sont découverts.
Les pertes allemandes sont de 8 morts, 15 blessés et 88 prisonniers. Du côté des maquisards, l'AS compte 3 morts et 11 blessés et les FTP 3 morts et 16 blessés.
Cependant le 17, la Résistance abandonne la ville à la suite du retour de la brigade Jesser.